# Ystads kommuns kulturpris
Ystads kommuns kulturpris har delats ut årligen sedan 1965 "för att belöna en samlad kulturgärning som bidragit till att berika kulturlivet i Ystads kommun". 
Pristagarna, som kan vara enskilda personer eller företag och organisationer, skall bo eller verka i kommunen.
År 2021 uppgår prissumman till 35 000 kronor.

## Pristagare
- 1965 – Gerhard Wihlborg, konstnär
- 1966 – Sven Carlquist, stadsombudsman
- 1967 – Arno Vihalemm, konstnär
- 1968 – Ernst-Hugo Järegård, skådespelare
- 1969 – Carl-Einar Borgström, konstnär
- 1970 – Rune Welin, stadsarkitekt
- 1971 – Hulda och Elfrida Svensson, damastväverskor
- 1972 – Sigvard Nilsson, konsthantverkare
- 1973 – Greta Sandberg, konstnär
- 1974 – Karl-Erik Löfqvist, historiker och författare
- 1975 – Anton Nilsson, arkeolog, och Mauritz Nilsson, spelman
- 1976 – Nils Olsson, museichef
- 1977 – Birger Persson, hembygdsforskare, och Sigurd Thomasson, författare
- 1978 – Henning A. Isberg, hembygdsforskare
- 1979 – Torsten Esbjörnsson, konstnär
- 1980 – Ola Billgren, konstnär
- 1981 – Pris ej utdelat
- 1982 – Rolf Dahlström, gallerist, och Sven-Eric Erlö, musikdirektör
- 1983 – Knut Haglund och Nils Rosengren, hembygdsforskare
- 1984 – Wilhelm Sjöberg, redaktör och författare
- 1985 – John Andersson, (Ystads fornminnesförening)
- 1986 – Richard Bark, Sören Nielzén och Inger Heyman (Ystadoperans ledning)
- 1987 – Björn Ranelid. författare
- 1988 – Kerstin Lundberg-Stenman, konstnär
- 1989 – Bo Frostmo, teaterdirektör, och Svea Jacobsson, hembygdsforskare
- 1990 – Knut Nilsson, musikledare
- 1991 – Gerhard Nordström, konstnär
- 1992 – Gunnar Lundquist, hembygdsforskare
- 1993 – Ulla Forshell, musikdirektör
- 1994 – Roland Jacobsson (Fornminnesföreningens ordförande)
- 1995 – Per Rosengren (Ljunits och Herrestads hembygdsförening)
- 1996 – Majken Törnblad, ordförande för Föreningen Norden
- 1997 – Hemvärnets Musikkår
- 1998 – Bror Tommy Borgström, skådespelare och regissör
- 1999 – Margaretha Bergkvist-Persson, musikledare
- 2000 – Musikföreningen Chorus
- 2001 – Henning Mankell, författare
- 2002 – Clas B. Persson, arkitekt
- 2003 – Edda Magnason, musiker
- 2004 – Pris ej utdelat
- 2005 – Bertil "Kitte" Persson, journalist
- 2006 – Jacques Werup, musiker och författare
- 2007 – Jennifer Saxell och Michael Saxell, musiker och konstnärer
- 2008 – Khala Uma, musikgrupp
- 2009 – Håkan Blixt, tattoogeneral
- 2010 – Ystads Frivillige Bergnings-Corps, musikkår
- 2011 – Lars Yngve, författare och redaktör för tidskriften Nya Upplagan
- 2012 – Lena Palmgren, krukmakare
- 2013 – Jan Lundgren, musiker
- 2014 – Perikles, musikgrupp
- 2015 – Fredrik Andersson, låtskrivare
- 2016 – Linda Boström Knausgård, författare
- 2017 – Ystad Stadsteater
- 2018 – Sommarteatern i Ystad
- 2019 – Skördefesten i Svenstorp
- 2020 – Börje Lindberg, konstnär
- 2021 – Ystad Sweden Jazz Festival
- 2022 – Lars-Åke Kristensson, teaterproducent[3]
- 2023 – Stiftelsen Dag Hammarskjölds Backåkra
- 2024 – Ystads Riksteaterförening